# Hughes (Arkansas)
Hughes é uma cidade localizada no estado americano de Arkansas, no Condado de St. Francis.

## Demografia
Segundo o censo americano de 2000, a sua população era de 1 867 habitantes.
Em 2006, foi estimada uma população de 1 783, um decréscimo de 84 (-4.5%).

## Geografia
De acordo com o United States Census Bureau, a localidade tem uma área de 5,7 km², dos quais 5,6 km² cobertos por terra e 0,1 km² cobertos por água. Hughes localiza-se a aproximadamente 61 m acima do nível do mar.

## Localidades na vizinhança
O diagrama seguinte representa as localidades num raio de 32 km ao redor de Hughes.